# 양파두

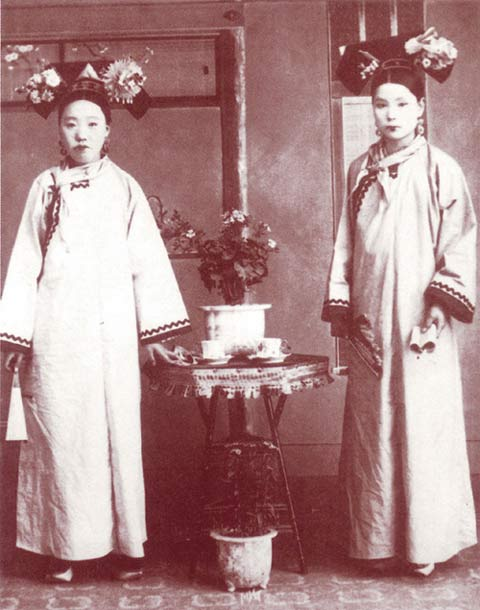
양파두를 착용한 황족 여인

양파두(兩把頭)는 중국 청나라 때에 황후, 후궁, 공주, 궁녀, 입궐하는 여인 등이 황궁 안에서 착용하던 머리장식이다. 일명 기두(旗頭)라고도 한다. 신분에 따라 장식에 다는 꽃의 색깔 등이 달랐다.
- 황후-공작(孔雀) 문양(紋樣).
- 공주-분홍색 꽃.
- 후궁, 궁녀-흰색 꽃.